# هرنهوت
شهر هرنهوتدر ایالت زاکسن در کشور آلمان واقع شده‌است.

## نگارخانه

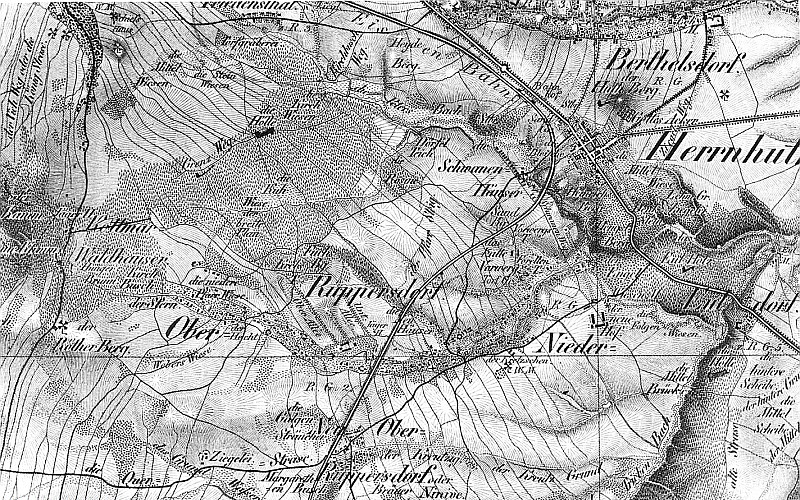
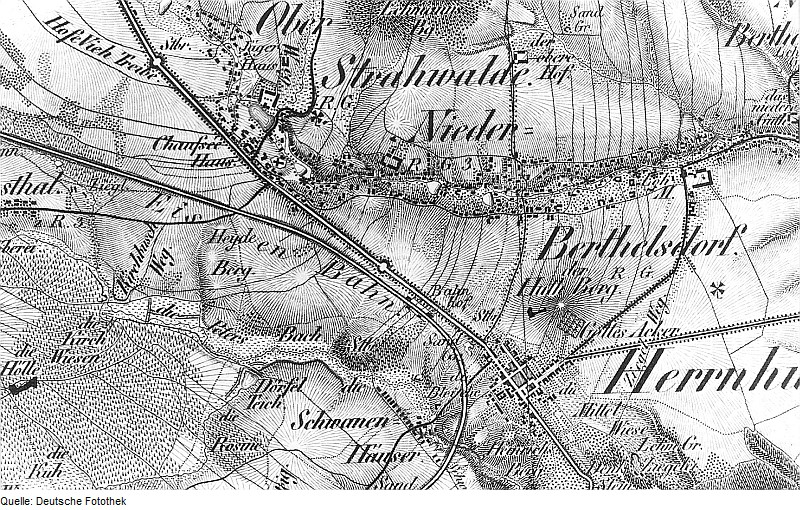
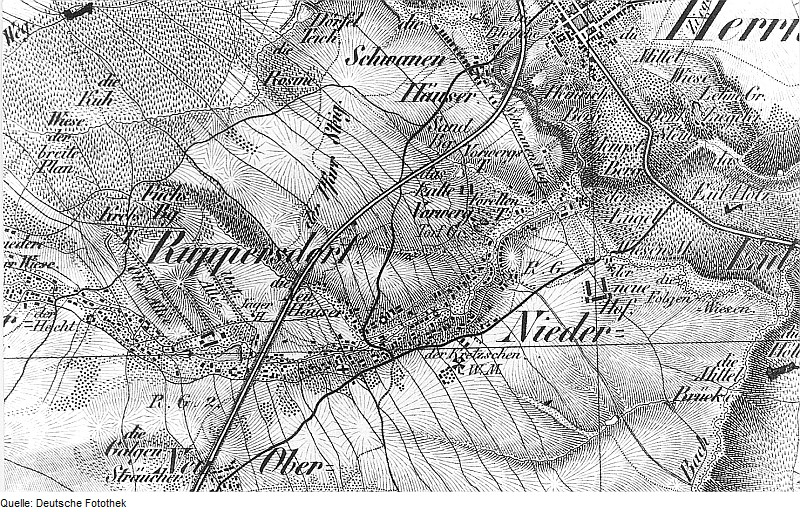